# Thiratoscirtus fuscorufescens
Thiratoscirtus fuscorufescens là một loài nhện trong họ Salticidae.
Loài này thuộc chi Thiratoscirtus. Thiratoscirtus fuscorufescens được Embrik Strand miêu tả năm 1906.